# Fakófejű bozótkakukk
A fakófejű bozótkakukk (Centropus milo) a madarak osztályának kakukkalakúak (Cuculiformes) rendjébe, ezen belül a kakukkfélék (Cuculidae) családjába tartozó faj.

## Rendszerezése
A fajt John Gould angol ornitológus írta le 1856-ban.

## Alfajai
- Centropus milo albidiventris Rothschild, 1904
- Centropus milo milo Gould, 1856[2]

## Előfordulása
A Salamon-szigetek területén honos. Természetes élőhelyei a szubtrópusi vagy trópusi síkvidéki esőerdők és cserjések, valamint vidéki kertek. Állandó, nem vonuló faj.

## Megjelenése
Testhossza 68 centiméter. Karcsú testű, lekerekített szárnyú, hosszú farkú madár. A hím feje, torka és melle világos színű, a hasi része, szárnya és farka kékesfekete.

## Életmódja
Főleg rovarokkal táplálkozik.

## Természetvédelmi helyzete
Az elterjedési területe kicsi, egyedszáma viszont stabil. A Természetvédelmi Világszövetség Vörös listáján nem fenyegetett fajként szerepel.